# Cylloepus araneolus
Cylloepus araneolus är en skalbaggsart som först beskrevs av Mueller.  Cylloepus araneolus ingår i släktet Cylloepus och familjen bäckbaggar. Inga underarter finns listade i Catalogue of Life.